# Antoine Curcuru
Antoine Curcuru (né le 13 août 1911 à Tabarka, une ville côtière du nord-ouest de la Tunisie, et mort le 11 janvier 1993 à Eaubonne), est un footballeur français de l'entre-deux-guerres, qui évoluait au poste de milieu de terrain.